# Laberintitis
La laberintitis es una enfermedad del oído, en la que se inflama el oído interno o laberinto.

## Etiología
La laberintitis vírica puede aparecer como una complicación de enfermedades generales víricas, como sarampión, parotiditis, influenza y varicela, aunque también puede ocurrir en ausencia de enfermedad sistémica vírica.
La laberintitis serosa es otro tipo de laberintitis que consiste en una inflamación estéril del oído interno producida por irritación química o tóxica del laberinto membranoso, y puede ocurrir en el transcurso de una otitis aguda o crónica, un traumatismo o durante una intervención quirúrgica.

## Exploración y antecedentes
Comienza por un cuadro severo de vértigo que aumenta con los movimientos de cabeza. Cuando se asocia con una infección sistémica vírica, los pacientes desarrollan una hipoacusia neurosensorial, que suele ser transitoria, aunque en ocasiones
se hace permanente.
En la exploración encontraremos un nistagmo irritativo hacia el lado afecto. Los síntomas vestibulares se resuelven generalmente en el plazo de 48-72 horas, y posteriormente el paciente aqueja una sensación de inestabilidad o desequilibrio, que durará más o menos tiempo dependiendo de la edad, actividad física y otros factores que afectan a la compensación.

## Síntomas
Los pacientes sufren de un vértigo de intensidad moderada con un nistagmo dirigido al lado afecto. Suele acompañarse de una hipoacusia neurosensorial moderada, bien transitoria o permanente. La laberintitis supurada ocurre por afectación del oído interno por una infección bacteriana, bien por una otitis media aguda o crónica, meningitis, bien más infrecuentemente por una infección sistémica bacteriana. En algunas ocasiones se produce por una fístula iatrogénica durante la cirugía de un oído crónico.
Un cuadro severo de vértigo e hipoacusia neurosensorial aguda que produce somnolencia profunda, en algunos casos amnesia o perdida del conocimiento. Afortunadamente, este tipo de laberintitis son raras debido al uso adecuado de los antibióticos. Encontraremos un nistagmo hacia el lado sano por anulación del laberinto afecto.
- Sensación anormal de movimiento (vértigo).
- Dificultad para enfocar los ojos debido a movimientos involuntarios del ojo.
- Mareo.
- Hipoacusia en un oído.
- Pérdida del equilibrio, como caerse hacia un lado.
- Náuseas o vómitos.
- Zumbido u otros ruidos en los oídos (tinnitus).

## Causas
Las causas incluyen:
- Infección viral o bacterial (la causa más común)
- Lesión en la cabeza
- Tumor en la cabeza o el cerebro
- Enfermedad de los vasos sanguíneos
- ACV
- Efectos secundarios a fármacos, incluyendo:
  - Antibióticos aminoglucósidos,
  - Aspirina,
  - Quininas.
- Consumir grandes cantidades de alcohol
- Fatiga
- Antecedentes de alergias
- Tabaquismo
- Estrés

## Tratamiento
El tratamiento para la infección se realiza principalmente con antibióticos endovenosos y/o antifúngicos, dependiendo siempre de la gravedad de la infección. No se automedique con antibióticos ni otra clase de medicamentos, consulte siempre a un especialista de otorrinolaringología. 
El tratamiento de los síntomas vestibulares en todas las formas de laberintitis se realiza mediante sedantes vestibulares para la fase aguda y rehabilitación vestibular para acelerar los mecanismos de compensación.

## Medidas de cuidado personal
Recuéstese y permanezca con los ojos abiertos en un cuarto iluminado y mire un punto fijo, con esto debería disminuir la sensación de giro cuando se agudizan los ataques de vértigo.
- Evite el movimiento, especialmente movimientos imprevistos, tanto como sea posible.
- Regrese a sus actividades normales al otro día una vez que sus síntomas hayan desaparecido.
- Evite conducir vehículos.
- Acuda al médico para que le indique el tratamiento adecuado.
- No se automedique.